# Nettowaarde
Nettowaarde, ook wel aangeduid met netto activa, is het verschil tussen de totale activa en de totale verplichtingen. 
Er bestaan verschillende methoden om de nettowaarde te bepalen. 
- Bij de eerste methode worden alle activa en passiva gewaardeerd tegen de aanschafwaarde of aankoopwaarde minus de afschrijving en vermeerderd met de opwaardering. Deze methode wordt in boekhouden gehanteerd voor waardebepaling op de balans. Nadeel van deze aanpak is dat de boekwaarde niet gelijk is aan de verkoopwaarde.
- Om dit probleem het hoofd te bieden wordt de marktwaarde gehanteerd voor de waardering. Dit is de prijs waarvoor een item kan worden verkocht op de vrije markt. Omdat de marktwaarde de prijsschommelingen volgen op vrije markt, kan het moeilijk zijn om de waarde te bepalen en wordt uitgegaan van schattingen.